# J-Game
《J-Game》是臺灣歌手蔡依林的第七張錄音室專輯，由新力博德曼於2005年4月25日發行。該專輯由薛忠銘、周佳佑、王治平、阿弟仔共同製作，融合了流行、嘻哈、電子、舊學派、迪斯可和中國風等多種音樂元素。
專輯在臺灣超過26萬張，全亞洲總銷量突破120萬張，並獲得2005年臺灣年度唱片銷量第二名及年度女歌手唱片銷量第一名。

## 背景和發展
2005年1月11日，媒體透露蔡依林預計將於同年3月至4月發行新專輯。同月24日，媒體報導她已開始錄製新作，並表示希望在同年春節前完成三首歌曲，專輯將延續快歌勁舞風格。同月25日，媒體指出新專輯將收錄她參與創作的作品。蔡依林表示，快歌是她的特色和強項，因此新專輯仍將保留該風格，並透露自己創作了一些關於愛情和哲學觀點的歌詞，但是否收錄尚未確定。同時她提到，唱片公司已邀請周杰倫創作歌曲，但尚未收到成品。
同年2月26日，媒體透露周杰倫已完成一首快歌並交由唱片公司評估是否收錄。同年3月17日，蔡依林已接近完成十首歌曲的錄製。翌日，新力唱片的劉天健表示，周杰倫所作歌曲雖已取得使用權並交由多人填詞，是否收錄仍未定案，蔡依林回應尊重公司的決定。
同月30日，媒體報導新專輯預計於同年4月底發行，主打歌曲為陳鎮川參與創作的〈野蠻遊戲〉，第二主打則為一首抒情作品。同年4月8日，媒體指出王力宏亦為專輯創作一首中國風R&B歌曲，蔡依林表示對該作相當喜愛。專輯由薛忠銘和王治平等人共同製作，她表示收歌數量超過百首，最終收錄的皆為其中最適合的作品。

## 創作和錄製
首波主打〈野蠻遊戲〉融合嘻哈、饒舌、舊學院和迪斯可元素，以俏皮口白開場，搭配具節奏感的前奏和貫穿全曲的電子音效，營造出歡樂氛圍。歌詞以同名電影《野蠻遊戲》為創意來源，大量運用動物名稱，象徵人在生活中扮演的多重角色。蔡依林為詮釋歌曲風格，錄音前試唱多個音階，以尋找合適的演唱方式。
第二主打〈天空〉由鋼琴旋律漸進展開，搭配蔡依林低沈且情感豐富的聲線。第三主打〈睜一隻眼閉一隻眼〉節奏明快，描寫戀愛中的應對方式。第四主打〈許願池的希臘少女〉為異國風格作品，結合唱盤音效和和聲，營造地中海風情。第五主打〈獨佔神話〉融合中國古典旋律和現代節奏，表現新世紀愛情主題。
第六主打〈反覆記號〉由蔡依林親自填詞，將難以定義的愛情比喻為樂譜符號。第七主打〈好想你〉以流暢旋律表現戀愛心情。〈酸甜〉以清脆吉他聲為基底，呈現愛情中交織的情緒。〈Oh Oh〉描寫女孩間的互動對話，曲風輕快。〈追殺邱比特〉結合搖滾節奏和強烈節拍，呈現對愛情的主動態度。

## 主題和造型
專輯以「Game」為主題，透過「Jisco-Game」、「Jissing-Game」和「Jancy-Game」三組結合音樂和視覺的概念，呈現冒險、歡樂、悲傷和成長等元素，傳達在人生、友情、愛情和生活中堅持前行的訊息。三組概念分別代表專輯中的三種曲風：「Jisco-Game」為快節奏舞曲，融合嘻哈、電子、舊學院和迪斯可元素；「Jissing-Game」以抒情歌曲為主，描寫愛情中的思念與成長；「Jancy-Game」結合奇幻想像和輕快節奏，展現跳脫傳統的音樂風格。
專輯造型由陳孫華設計，風格朝向成熟形象發展。造型費共耗資新臺幣50萬元，部分材料自日本購得。預購版封面中，蔡依林穿著陳孫華手工製作的寶藍色低胸禮服，裙擺採用拼貼剪裁設計。正式版封面造型則為T恤搭配牛仔褲，封底則為川久保玲設計的粉紅色燈籠裙，搭配手工項鍊和耳環，呈現層次堆疊的視覺效果。
專輯改版「冠軍慶功版」封面中，蔡依林以自製的龐克風造型入鏡，包括復古刷白小牛皮外套、迷你裙、金色飾品和配件。蔡依林表示，華麗飾品能為原本偏陽剛的龐克風增添女性特質，而金色則是當年夏季的流行色。

## 發行和宣傳

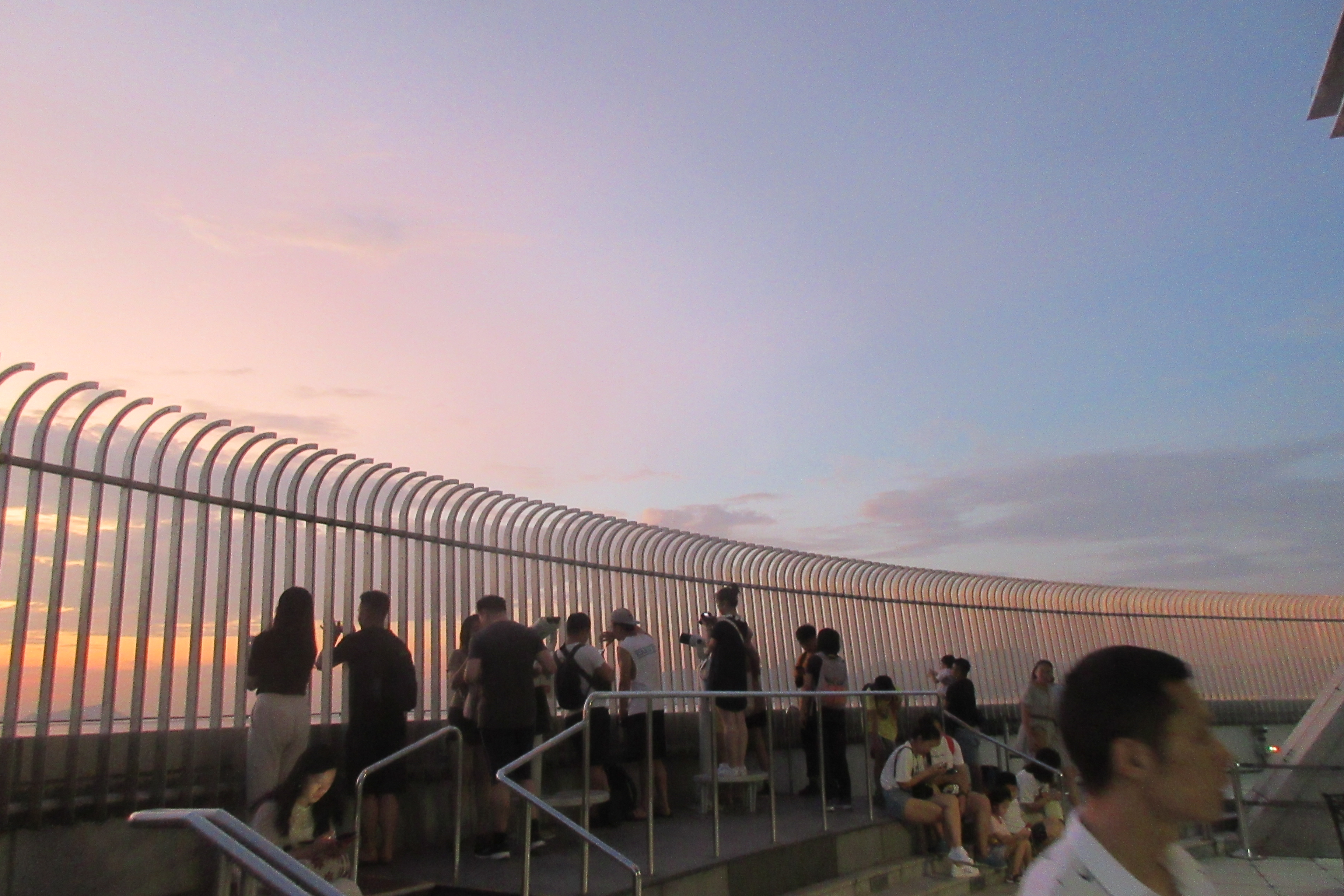
台北101頂樓觀景台為該專輯的慶功會舉辦地。

2005年4月11日，新力博德曼宣布該專輯將於同月15日開放預購，預購禮包括歌曲〈野蠻遊戲〉的MV幕後花絮。同月16日，蔡依林在臺北市西門町紅樓廣場舉辦「全球新歌獨佔發表會」。同月25日，該專輯正式發行。
同年6月1日，蔡依林在台北101頂樓觀景台舉辦專輯慶功會。同月18日，她在臺中市國家音樂廳預定地舉辦「獨佔全亞洲慶功演唱會」，觀眾人數超過兩萬人。同年7月8日，蔡依林發行該專輯的改版「冠軍慶功版」，額外收錄十支MV。
同年12月20日，媒體報導蔡依林和新力博德曼的合約早於同年2月到期，她在無合約狀態下仍積極配合唱片公司宣傳工作。

### 單曲和音樂影片

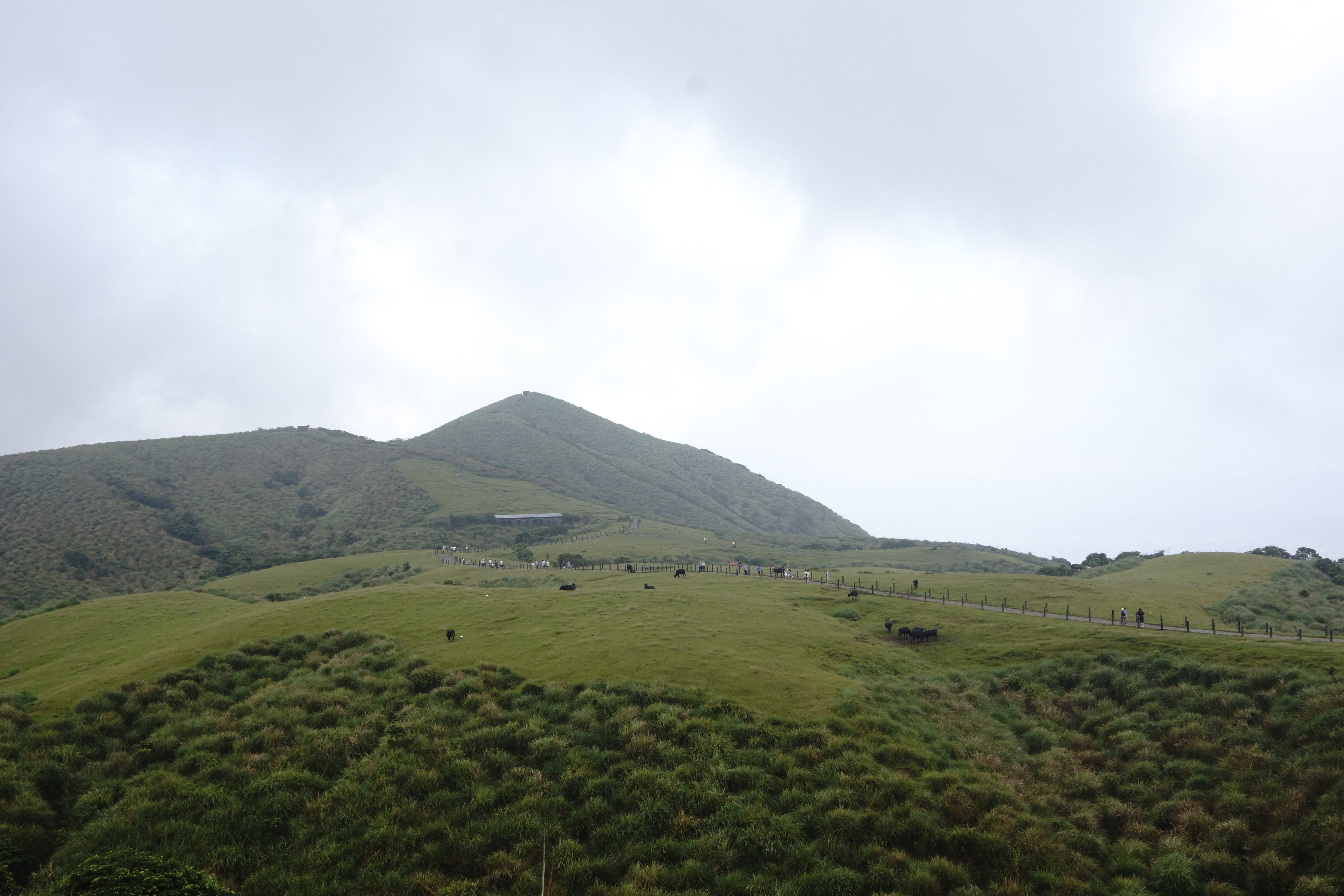
陽明山國家公園擎天崗為歌曲〈天空〉MV的拍攝取景地之一。

2005年4月13日，蔡依林發行單曲〈野蠻遊戲〉。該歌曲的MV由賴偉康和比爾賈共同執導，拍攝費用約新臺幣150萬元。MV以繽紛動畫呈現現實和奇幻的遊戲世界，穿插蔡依林在水邊的舞蹈場景。導演設計仿真花朵的超現實場景，並以直升機作為帶領，表現虛實穿梭，結尾蔡依林駕駛直升機象徵勇往直前。該直升機斥資新臺幣三千萬元，由法拉利設計師設計。
歌曲〈天空〉的MV由黃中平執導，在臺北市陽明山國家公園擎天崗取景。〈獨佔神話〉的MV由鄺盛執導，拍攝費用約新臺幣150萬元。MV搭建具有東方風格的巷弄和拱門場景，並邀請電影美術團隊設計潑墨山水畫背景動畫。創作人王力宏擔任MV創意顧問，提出包括中國風場景、慢鏡頭運鏡、二胡和古箏、炊煙特效等建議。MV故事描繪蔡依林透過靈應板和前世對話，分別飾演天使和惡魔，象徵前世今生的對比。
〈睜一隻眼閉一隻眼〉的MV由鄺盛執導。〈許願池的希臘少女〉的MV由賴偉康和比爾賈共同執導。〈反覆記號〉的MV由賴偉康執導，內容呈現蔡依林抱著象徵背叛的貓咪，淡妝出鏡，手持日記本，畫面中她用立可白塗抹過去甜蜜回憶。〈酸甜〉的MV同由賴偉康執導。

### 現場表演

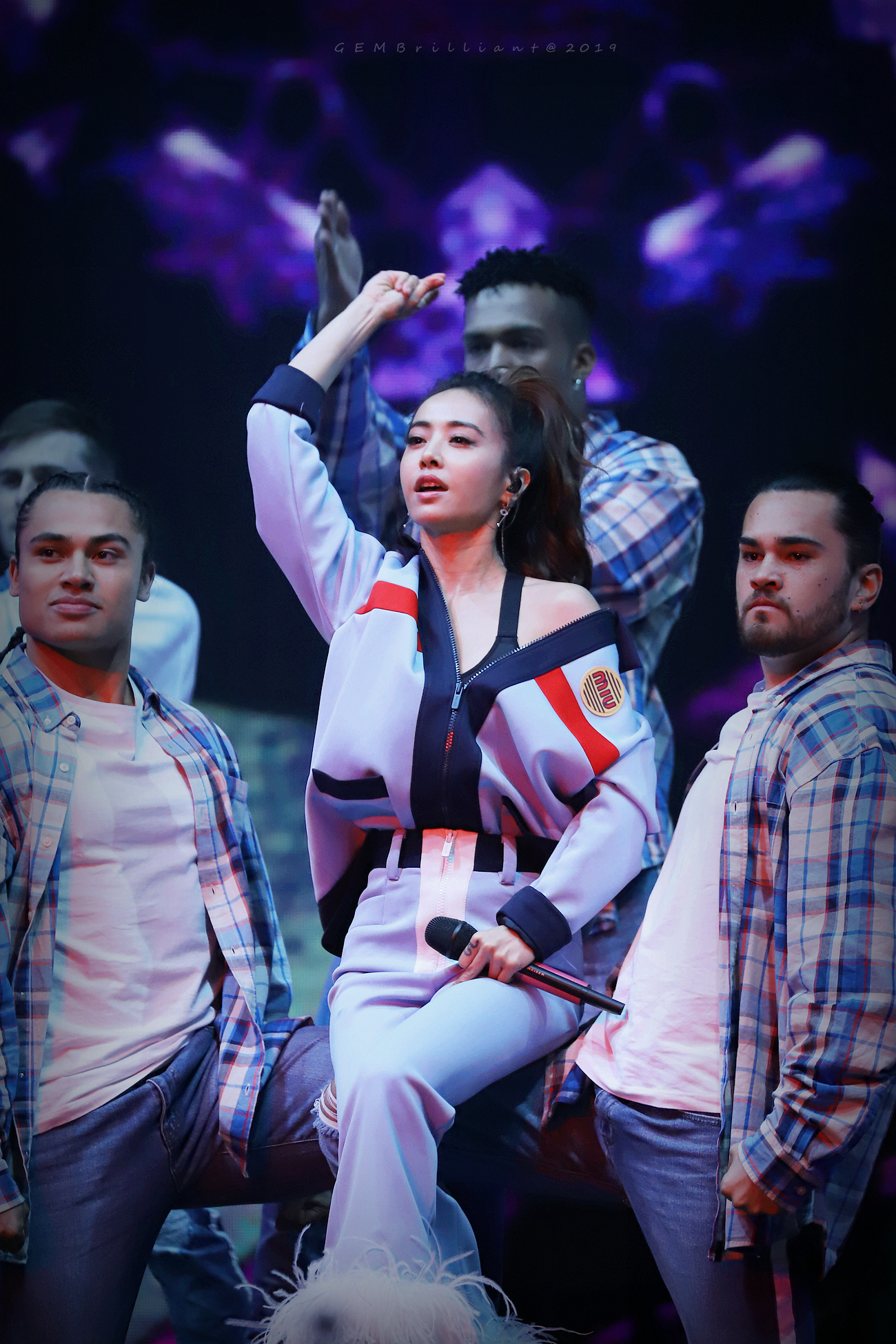
2018年12月8日，蔡依林在「第12屆音樂盛典咪咕匯」上表演〈野蠻遊戲〉。

2005年7月24日，蔡依林參加「第七屆CCTV-MTV音樂盛典」，演唱〈野蠻遊戲〉。同年8月5日，她出席「2005年新城國語力頒獎禮」，演唱〈天空〉和〈野蠻遊戲〉。同月20日，蔡依林於「2005年台北流行音樂節」演唱〈睜一隻眼閉一隻眼〉和〈野蠻遊戲〉。同年9月3日，她參加「第五屆全球華語歌曲排行榜頒獎典禮」，演唱〈野蠻遊戲〉。
同年10月19日，蔡依林於「第七屆南寧國際民歌藝術節開幕式晚會」演唱〈野蠻遊戲〉。同月25日，她出席「中國（台州）網絡音樂節『e歌無限』演唱會」，演唱〈野蠻遊戲〉。同年12月31日，蔡依林參加「2006高雄海海洋之心跨年晚會」，演唱〈野蠻遊戲〉、〈天空〉和〈睜一隻眼閉一隻眼〉。
2006年1月11日，蔡依林出席「第12屆全球華語音樂榜中榜頒獎典禮」，演唱〈野蠻遊戲〉。同月21日，她參加「2006年Hito流行音樂獎頒獎典禮」，演唱〈天空〉和〈野蠻遊戲〉。同年2月26日，蔡依林於「2006年TVBS華語金曲榜」演唱〈許願池的希臘少女〉和〈天空〉。

## 商業表現
2005年4月16日，新力博德曼宣布該專輯在開放預購首日於臺灣的預購量超過一萬五千張。同月25日，媒體透露該專輯開放預購十天內於臺灣的預購量超過15萬張。該專輯發行首週分別登上臺灣玫瑰大眾、亞洲唱片和五大唱片銷量排行榜週榜第一名。2005年5月27日，臺灣玫瑰大眾宣布該專輯蟬聯唱片銷量週榜第一名達五週。同年6月1日，新力博德曼宣布該專輯在全亞洲銷量超過一百萬張。同年8月1日，媒體報導該專輯全亞洲銷量突破120萬張。同年12月5日，媒體指出該專輯在臺灣銷量超過22萬張。
同年12月17日，媒體透露該專輯獲得2005年臺灣年度唱片銷量第二名，以及年度女歌手唱片銷量第一名。此外，該專輯分別獲得2005年臺灣玫瑰大眾和五大唱片年度唱片銷量排行榜第二名及第四名。最終媒體報導該專輯在臺灣銷量超過26萬張，同年全亞洲總銷量超過120萬張。
此外，歌曲〈野蠻遊戲〉獲得2005年臺灣Hit FM年度百首單曲第26名，〈天空〉與〈睜一隻眼閉一隻眼〉分別獲得第二名和第65名。

## 評價
中華音樂人交流協會評價該專輯順應潮流且做到極致，屬於泡泡樂的極致發展方向，對專輯製作表現出讚賞，認為有驚喜感並值得反覆聆聽，但建議花心思抓蔡依林的音域。樂評人楊荔婷認為專輯邀請王力宏跨刀製作，在音樂曲風上大膽嘗試，進一步鞏固蔡依林的舞曲女王地位。廣州電台金曲廣播梁宇聰則稱專輯較之前更國際化且元素多元，表現成熟且帶有女人味，王力宏的加盟帶來新嘻哈元素，唱功也有所進步。愛FM王彪民指出蔡依林再以舞曲為主打，成功展現個人特色。
嘩！FM細飛認為專輯整體耐聽度較前作稍弱，歌曲需要反覆聆聽才能留下印象，缺乏一擊即中的作品，但肯定蔡依林每張專輯個人表現均有進步，是她能長紅的原因。騰訊娛樂樹娃評價專輯整體製作延續前兩張作品的風格，快歌偏向電子樂風，本土原創新成員加入，製作人以薛忠銘居多，和王力宏首次合作較周杰倫合作反響小，阿弟仔首次入列製作人名單，但歌曲〈天空〉未能擦出合作火花。
網易娛樂則認為專輯音樂精美但偏平庸，雖製作精細但少了點睛之筆。廣東電台音樂之聲周兵評價專輯算是不過不失，雖無周杰倫參與，但質素穩定且風格延續，受年輕歌迷歡迎，缺點是旋律感較弱，長遠來看有問題。《新快報》賀雅佳認為專輯融合嘻哈、電子、舊學派和復古迪斯可等風格，試圖打造獨特「Jisco」，但變化不成功導致雜亂無章，缺乏明確定位和個性。製作人各展所長後，蔡依林的定位反而模糊成為問題。

## 獎項
2005年7月24日，蔡依林憑藉該專輯獲得第七屆CCTV-MTV音樂盛典台灣地區年度最佳女歌手。同年8月5日，她在2005年新城國語力頒獎禮上獲得新城國語力亞洲歌手大獎和新城國語力舞台大獎，歌曲〈野蠻遊戲〉獲得新城國語力年度歌曲大獎和新城國語力歌曲獎，〈天空〉同樣獲得新城國語力歌曲獎。同年9月3日，蔡依林憑藉該專輯獲得第五屆全球華語歌曲排行榜最受歡迎女歌手和最佳舞台演繹獎。同年10月30日，〈野蠻遊戲〉獲得第三屆東南勁爆音樂榜台灣地區十大金曲。
同年11月5日，蔡依林獲得2005年新加坡金曲獎933醉心龍虎榜榜上風光獎。同年12月15日，她獲得第五屆中國金唱片獎引進版類女演員獎。2006年1月11日，蔡依林憑藉該專輯獲得第12屆全球華語音樂榜中榜港台最受歡迎女歌手獎，〈天空〉獲年度最佳歌曲。同月21日，她在2006年Hito流行音樂獎獲得Hito女歌手和進榜最多單曲歌手獎，該專輯蟬聯冠軍最久專輯，〈天空〉獲得年度十大華語歌曲。同月23日，蔡依林獲得第28屆十大中文金曲頒獎音樂會全國最受歡迎女歌手銅獎。
同年2月17日，蔡依林獲得第一屆KKBox數位音樂風雲榜年度風雲女歌手，該專輯獲年度十大專輯，〈睜一隻眼閉一隻眼〉獲年度十大單曲，〈天空〉獲年度十大K歌。同月26日，她獲得2006年TVBS華語金曲榜最佳女歌手，該專輯獲十大專輯。3月1日，蔡依林入圍2006年MTV亞洲大獎最受歡迎台灣藝人。4月24日，她獲得2005年度Music Radio中國Top排行榜港台最佳女歌手、最佳舞台演繹獎和MusicRadio音樂之聲DJ最愛藝人獎。同年5月20日，蔡依林獲得第三屆勁歌王年度總選最受歡迎台灣女歌手，〈野蠻遊戲〉獲十大國語金曲獎。此外，〈獨佔神話〉獲加拿大至Hit中文歌曲排行榜全國推崇十大國語歌曲。

## 曲目
| 《J-Game》——正式版 | 《J-Game》——正式版                                 | 《J-Game》——正式版 | 《J-Game》——正式版                                     | 《J-Game》——正式版 | 《J-Game》——正式版 | 《J-Game》——正式版 |
| 曲序               | 曲目                                               |                    | 作曲                                                   | 编曲               | 製作人             | 时长               |
| ------------------ | -------------------------------------------------- | ------------------ | ------------------------------------------------------ | ------------------ | ------------------ | ------------------ |
| 1.                 | Intro                                              |                    |                                                        | G-Wave             | - 薛忠銘 - 周佳佑  | 0:43               |
| 2.                 | 野蠻遊戲（J-Game）                                 | 陳鎮川             | - Jonas Nordelius - Andreas Levander - Awa Manneh      | 洪信傑             | 王治平             | 3:51               |
| 3.                 | 許願池的希臘少女（Greek Girl by the Wishing Pond） | 黃俊郎             | 王菀之                                                 | - 呂紹淳 - 林芳岑  | 薛忠銘             | 3:10               |
| 4.                 | 天空（Sky）                                        | - 衛斯理 - 小米    | 衛斯理                                                 | 小安               | 阿弟仔             | 4:38               |
| 5.                 | 睜一隻眼閉一隻眼（Overlooking Purposely）          | - 晴天 - 李焯雄    | - Mads Hauge - Vincent DeGiorgio                       | 洪信傑             | 薛忠銘             | 2:59               |
| 6.                 | 反覆記號（Repeated Note）                          | 蔡依林             | 薛忠銘                                                 | 周恆毅             | 薛忠銘             | 4:24               |
| 7.                 | 酸甜（Sweet and Sour）                             | 李焯雄             | 薛忠銘                                                 | Terence Teo        | 薛忠銘             | 4:29               |
| 8.                 | Oh Oh                                              | 陳鎮川             | - Jonas Nordelius - Andreas Levander - Jeanette Olsson | - 呂紹淳 - 林芳岑  | 周佳佑             | 3:09               |
| 9.                 | 獨佔神話（Exclusive Myth）                         | 陳鎮川             | 王力宏                                                 | 洪信傑             | 周佳佑             | 4:10               |
| 10.                | 追殺邱比特（Hunting Cupid）                        | 周佳佑             | - Edward Chan - Charles Lee                            | Edward Chan        | 薛忠銘             | 3:20               |
| 11.                | 好想你（Missing You）                              | 李焯雄             | 林松錦                                                 | 吳慶隆             | 薛忠銘             | 3:55               |
| 总时长：           | 总时长：                                           | 总时长：           | 总时长：                                               | 总时长：           | 总时长：           | 38:48              |

| 《J-Game》——冠軍慶功版（DVD） | 《J-Game》——冠軍慶功版（DVD） | 《J-Game》——冠軍慶功版（DVD） |
| 曲序                          | 曲目                          | 时长                          |
| ----------------------------- | ----------------------------- | ----------------------------- |
| 1.                            | 野蠻遊戲（MV）                | 4:04                          |
| 2.                            | 許願池的希臘少女（MV）        | 3:24                          |
| 3.                            | 天空（MV）                    | 5:47                          |
| 4.                            | 睜一隻眼閉一隻眼（MV）        | 3:04                          |
| 5.                            | 反覆記號（MV）                | 4:27                          |
| 6.                            | 酸甜（MV）                    | 4:30                          |
| 7.                            | Oh Oh（MV）                   | 3:10                          |
| 8.                            | 追殺邱比特（MV）              | 3:22                          |
| 9.                            | 獨佔神話（MV）                | 4:11                          |
| 10.                           | 好想你（MV）                  | 3:58                          |
| 总时长：                      | 总时长：                      | 39:57                         |

## 幕後人員
該人員名單摘自專輯內頁。
- 薛忠銘—母帶後期製作處理製作人
- 樊乃綱—母帶後期製作處理工程師
- 超因素—母帶後期製作錄音室

曲目 #1
- 薛忠銘—合聲
- 周佳佑—合聲
- 蔡依林—合聲
- 溫晉禾—合聲、錄音師
- 馬毓芬—合聲
- 莊志偉—錄音師
- M.E Studio—錄音室、混音室
- 樊乃綱—混音師

曲目 #2
- 馬毓芬—合聲
- 范雅正—錄音師
- 陳文駿—錄音師
- 陳陸泰—錄音師
- M.E Studio—錄音室
- 楊大緯—混音師
- 楊大緯錄音工作室—混音室

曲目 #3
- 蔡科俊—吉他
- Johnny Wu—搓碟
- 馬毓芬—合聲
- 呂維—男童聲
- 范雅正—錄音師
- M.E Studio—錄音室、混音室
- 樊乃綱—混音師

曲目 #4
- 衛斯理—製作助理
- 小安—吉他
- 吳慶隆—MIDI弦樂
- 馬毓芬—合聲
- 阿弟仔—合聲
- 陳文駿—錄音師
- M.E Studio—錄音室、混音室
- 樊乃綱—混音師

曲目 #5
- 馬毓芬—合聲
- 蔡依林—合聲
- 陳文駿—錄音師
- M.E Studio—錄音室、混音室
- 樊乃綱—混音師

曲目 #6
- 蔡科俊—吉他
- 馬毓芬—合聲
- 范雅正—錄音師
- 陳文駿—錄音師
- M.E Studio—錄音室、混音室
- 樊乃綱—混音師

曲目 #7
- X-Fade—Pro Tools Editor
- 孔朝暉—小提琴
- 顧文麗—小提琴
- 水兵—中提琴
- 王言—大提琴
- Caveman—弦樂錄音師
- The Audioplex—弦樂錄音室
- Jamie Wilson—原聲吉他
- Soon—吉他錄音師
- Studio 101—吉他錄音室
- 倪方來—電吉他
- 馬毓芬—合聲
- 陳文駿—錄音師
- 范雅正—錄音師
- 陳陸泰—錄音師
- M.E Studio—錄音室、混音室
- 樊乃綱—混音師

曲目 #8
- 馬毓芬—合聲
- 蔡依林—合聲
- 陳文駿—錄音師
- 陳陸泰—錄音師
- M.E Studio—錄音室、混音室
- 樊乃綱—混音師

曲目 #9
- 蔡科俊—吉他
- 馬毓芬—合聲
- 陳文駿—錄音師
- 范雅正—錄音師
- M.E Studio—錄音室、混音室
- 樊乃綱—混音師

曲目 #10
- 馬毓芬—配唱製作人、合聲
- 倪方來—吉他
- 蔡依林—合聲
- 陳志翔—錄音師
- 范雅正—錄音師
- M.E Studio—錄音室、混音室
- 樊乃綱—混音師

曲目 #11
- 吳慶隆—弦樂編寫
- 孔朝暉—第一小提琴
- 顧文麗—第二小提琴
- 水兵—中提琴
- 王言—大提琴
- Caveman—弦樂錄音師
- The Audioplex—弦樂錄音室
- 倪方來—吉他
- 李芝儀—合聲
- 蔡依林—合聲
- 范雅正—錄音師
- M.E Studio—錄音室、混音室
- 樊乃綱—混音師

## 發行歷史
| 地區     | 日期           | 版本         | 格式     | 發行商     |
| -------- | -------------- | ------------ | -------- | ---------- |
| 全球     | 2005年4月25日  | 正式版       | 串流媒體 | 新力博德曼 |
| 馬來西亞 | 2005年4月25日  | 正式版       | CD       | 新力博德曼 |
| 馬來西亞 | 2005年7月8日   | 冠軍慶功版   | VCD      | 新力博德曼 |
| 臺灣     | 2005年4月25日  | 正式版       | CD       | 新力博德曼 |
| 臺灣     | 2005年7月8日   | 冠軍慶功版   | CD+DVD   | 新力博德曼 |
| 臺灣     | 2017年12月15日 | 炫麗紫色彩膠 | LP       | 索尼音樂   |
| 中國大陸 | 2005年4月25日  | 平裝版       | CD 卡帶  | 新索音樂   |
| 中國大陸 | 2005年4月25日  | 精裝版       | CD       | 新索音樂   |
| 中國大陸 | 2005年7月8日   | 冠軍慶功版   | VCD      | 新索音樂   |

## 外部連結
- YouTube上的《J-Game》播放列表